# The Lawnmower Man
The Lawnmower Man is een sciencefictionfilm uit 1992. De film ontleent zijn titel aan een verhaal van Stephen King uit 1978, maar is er in werkelijkheid niet op gebaseerd.

## Verhaal
Dr. Angelo werkt bij Virtual Space Industries, waar hij experimenten doet om apen door middel van drugs en een virtual reality-trainingsprogramma in vechtmachines te veranderen.
Een van de apen ontsnapt en wordt gedood. Hierop besluit Dr. Angelo verder te experimenteren met Jobe, een verstandelijk gehandicapte tuinman, die de Lawnmower Man wordt genoemd. Deze krijgt de juiste drugs toegediend en door een trainingsprogramma met virtual reality-spelen wordt Jobe binnen de kortste keren hyperintelligent. Hij begint ook succes te krijgen bij de vrouwen.
Om nog sneller te leren injecteert Jobe zichzelf met nog meer drugs en ontwikkelt zelfs telepathische en telekinetische eigenschappen. Hij begint zichzelf als een god te zien en wordt steeds agressiever en gevaarlijker. Tegelijkertijd trekt hij zich steeds meer terug in de virtual reality-wereld. Jobe vertelt aan Dr. Angelo dat hij als een nieuwe levensvorm wil verder leven die als software verder leeft. Hij zegt dat hij de geboorte van deze levensvorm (waar hij zelf de basis van zal vormen) aan zal kondigen door alle telefoons in de wereld te laten rinkelen.
Dr. Angelo beseft dat het experiment uit de hand is gelopen en wil met Jobe gaan praten. Hij ontdekt dat het lichaam van Jobe al gestorven is en dat Jobe als programma doorleeft in de computer. Dr. Angelo treedt binnen in de VR-wereld van Jobe maar niet voordat hij een tijdbom bij de computer heeft geplaatst en alle verbindingen naar buiten verbreekt. Jobe probeert naarstig een weg naar het internet te vinden. Dit lukt niet en Dr. Angelo wordt door Jobe gekruisigd. Dr. Angelo wordt echter gered door Peter, een vriend van Jobe en samen vluchten ze het gebouw uit. Net voordat het laboratorium vernietigd wordt weet Jobe zich via een achterdeurtje (een vergeten verbinding) naar het internet te kopiëren. Aan het eind van de film beginnen alle telefoons in de wereld spontaan te rinkelen.

## Rolverdeling
| Acteur         | Personage                |
| -------------- | ------------------------ |
| Jeff Fahey     | Jobe (the Lawnmower man) |
| Pierce Brosnan | Dr. Angelo               |
| Jenny Wright   | Marnie                   |
| Austin O'Brien | Peter                    |

## Productie
De film is gebaseerd op een oorspronkelijk scenario van Brett Leonard en Gimel Everett en zou eerst "Cyber God" heten. Productiehuis New Line Cinema had de filmrechten op het kortverhaal The Lawnmower Man (Nederlands: Pastorale) van Stephen King verworven en besloot, om commerciële redenen, de titel en enkele plotelementen van dat verhaal voor de film te gebruiken. De film kwam aanvankelijk uit onder de titel Stephen King's The Lawnmower Man. Dit was voor King aanleiding om een rechtszaak aan te spannen en zijn naam op de aftiteling te laten verwijderen. De film komt niet voor op de pagina op Kings website met verfilmingen van zijn werk.